# Igueriben
Igueriben (en árabe: إغريبن‎, en francés: Ighriben) es una localidad marroquí perteneciente al municipio de Tensamán, en la región Oriental. Desde 1912 hasta 1956 perteneció a la zona norte del Protectorado español de Marruecos.
Igueriben fue una posición contigua a la de Annual, durante la guerra del Rif. Fue ocupada por las tropas españolas el 7 de junio de 1921 y quedó defendida con 355 hombres al mando del comandante Francisco Mingo Portillo del Regimiento de Infantería Ceriñola n.º 42. Posteriormente fue sustituido en el mando por el comandante Julio Benítez Benítez, del mismo regimiento, que había defendido con anterioridad la posición de Sidi Dris.  Durante el desastre de Annual, Igueriben fue atacado y cercado por las cabilas rifeñas lideradas por Abd el-Krim y su hermano Mhamed. Su defensa fue imposible ante la abrumadora fuerza de los sitiadores y la falta de agua, munición y suministros. Finalmente los defensores españoles que quedaban vivos debieron abandonar sus posiciones e intentaron retirarse hacia Annual, muriendo la mayor parte de la guarnición.

## Asedio a la posición

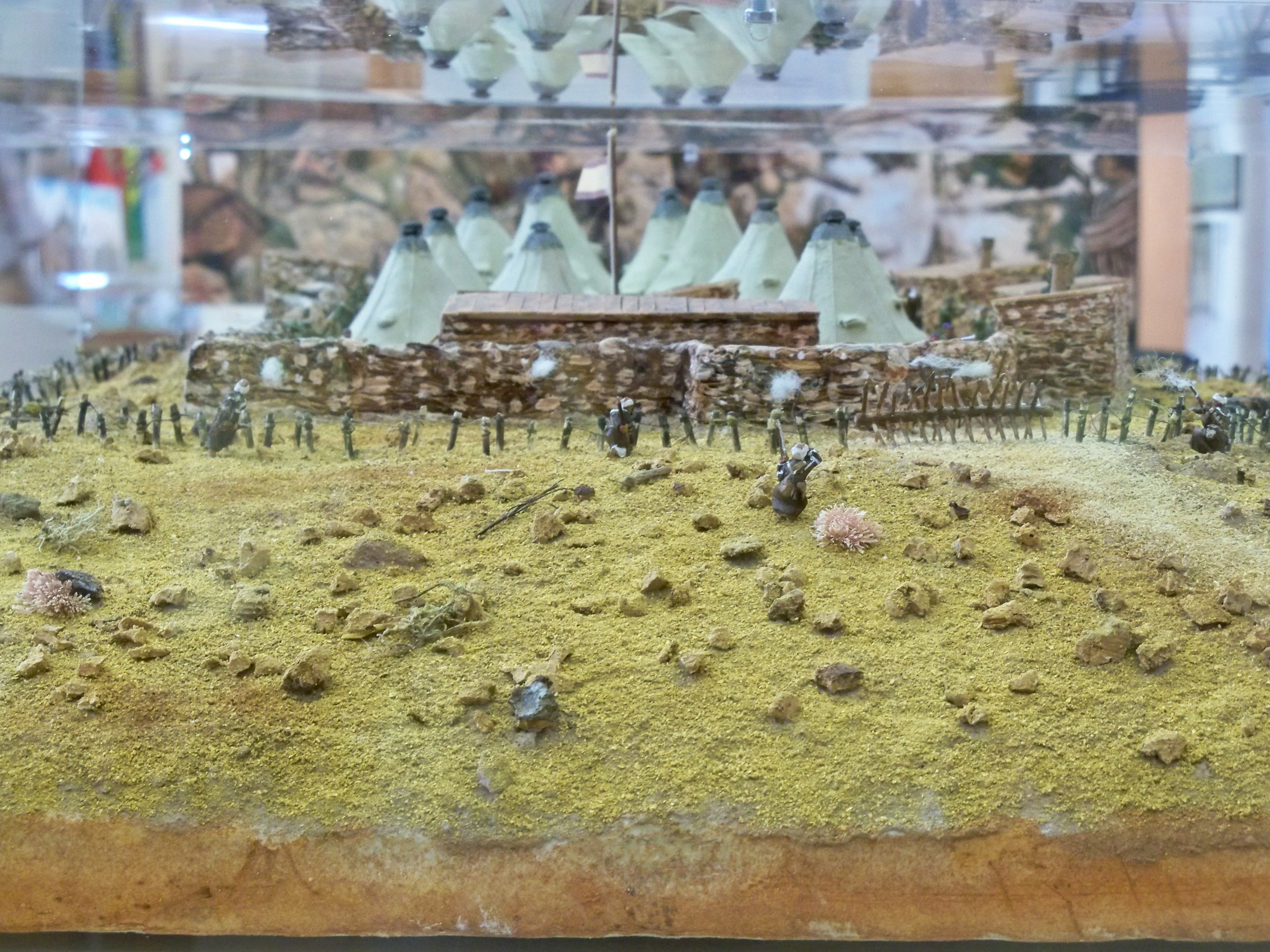
Posición de Igueriben, diorama de la exposición La epopeya de Igueriben: Marruecos 1921. Ataque rifeño y defensa española.

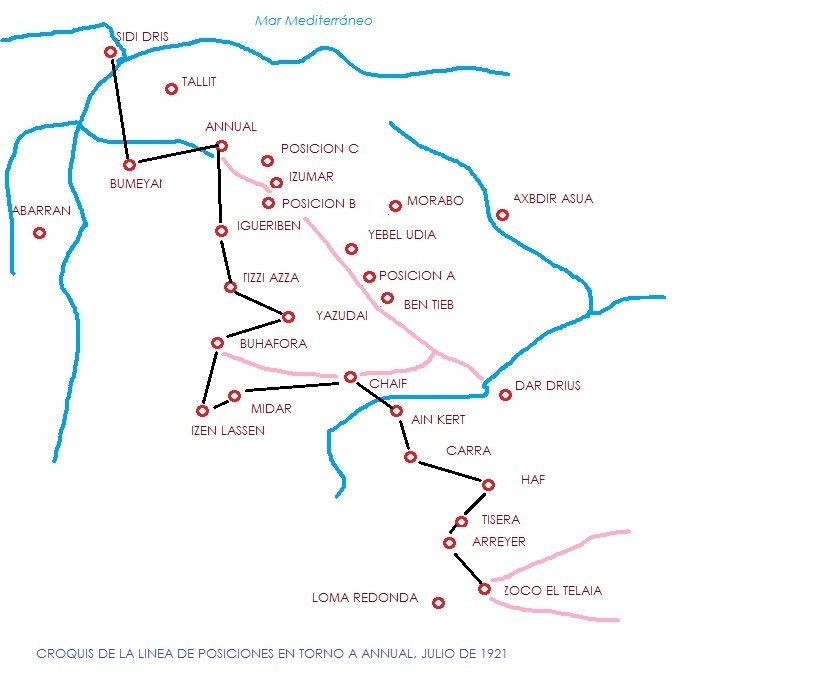
Croquis de la Circunscripción de Annual (Comandancia General de Melilla) en junio de 1921.

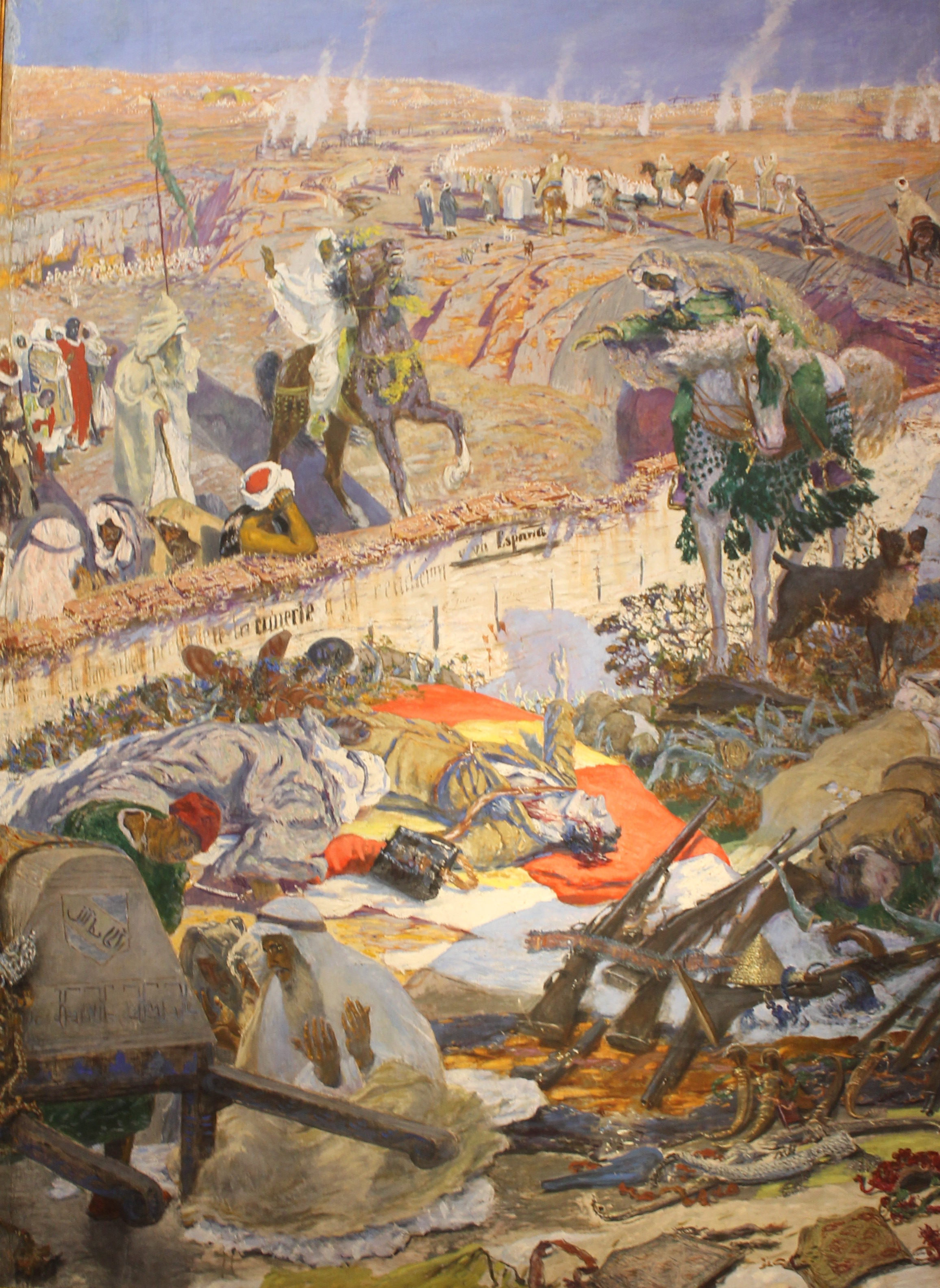
Los de Igueriben mueren. Autor: Antonio Muñoz Degrain (1924) Museo de Málaga.

La fortificación en sí era deficiente, compuesta por sacos terreros y únicamente dos hileras de alambre de espino que, además, estaba situada muy cerca de los parapetos debido a que casi toda la posición estaba rodeada de acusadas pendientes. Por otra parte carecía de una vía de acceso adecuada, era una senda para animales muy tortuosa con abundantes barrancos, y con la fuente de agua más próxima (aguada) a más de cuatro kilómetros. Los ataques contra Igueriben empezaron a intensificarse a partir del 14 de julio y ya el día 17 se les agotó el agua, por lo que se vieron obligados a machacar patatas y chuparlas. El líquido de los botes de tomate y pimiento lo reservaban para los heridos. Al acabarse todo recurrieron sucesivamente a la colonia, la tinta y finalmente a los propios orines mezclados con azúcar.
El día 21 se intentó socorrer la posición con una columna de 3000 hombres, pero el convoy de ayuda quedó estancado muy cerca de la misma, con 152 bajas en 2 horas. A las cuatro de la tarde de ese mismo día se repartieron los últimos veinte cartuchos que quedaban para cada hombre, se incendiaron las tiendas y se inutilizó el material artillero, después se inició la salida que fue masacrada ante la misma puerta. De los defensores sólo lograron sobrevivir un oficial (el teniente Luis Casado y Escudero herido en la defensa y capturado insitu) y once soldados, de los que cuatro murieron al llegar a Annual, se dice que debido a tomar excesiva cantidad de agua por la sed extrema que padecieron, lo que les provocó convulsiones. El teniente Casado y cuatro soldados estuvieron prisioneros durante año y medio. El comandante Julio Benítez Benítez y el capitán Federico de la Paz Orduña obtendrían la Cruz Laureada de San Fernando a título póstumo por el heroísmo mostrado durante la defensa.